# Where The Wild Things Are
«Where The Wild Things Are» es la novena canción del séptimo álbum de estudio de la banda de thrash metal estadounidense Metallica, ReLoad.
En esta canción participa también el, en ese entonces, bajista de la banda Jason Newsted como compositor de la canción. Si bien no es destacable la presencia del bajo, es uno de los aspectos destacables de su estructura el uso bastante suave tanto de la guitarra como del bajo, siendo además también la última canción que Jason escribió antes de dejar a la banda en el 2001. 
La canción habla acerca de un viaje repentino en donde todo se encuentra distorsionado, un lugar donde "las cosas salvajes ocurren". Un breve recorrido por el lugar nos hace saber que se encuentra en un sueño y uno es el protagonista de la aventura por salvar su propio mundo.

## Créditos
- James Hetfield: voz, guitarra rítmica
- Kirk Hammett: guitarra líder
- Jason Newsted: bajo eléctrico, coros
- Lars Ulrich: batería, percusión

- Datos: Q6167160